# Gerlos
Gerlos est une commune autrichienne du district de Schwaz dans le Tyrol.